# P-35戰鬥機
| P-35戰鬥機   | P-35戰鬥機                                  |
| ------------ | ------------------------------------------- |
| P-35A        |                                             |
| 生產廠商：   | 塞維爾斯基                                  |
| 發動機：     | 一具普惠R-1830-45雙黃蜂 空冷式發動機        |
| 最大出力：   | 1050匹馬力                                  |
| 乘員數：     | 1                                           |
| 長：         | 8.18公尺                                    |
| 翼展：       | 10.97公尺                                   |
| 高：         | 2.97公尺                                    |
| 翼面積：     | 20.44平方公尺                               |
| 空重：       | 2075公斤                                    |
| 最大起飛重： | 3050公斤                                    |
| 航程：       | 1529公里                                    |
| 最大空速：   | 499公里/時                                  |
| 實用升限：   | 9571公尺                                    |
| 爬升率：     |                                             |
| 武裝：       | 2挺0.50英吋機槍 2挺0.30英吋機槍 158公斤炸彈 |

P-35戰鬥機是美國陸軍航空隊第一架單座，全金屬結構，配備伸縮起落架與全封式座艙的戰鬥機，由共和（Republic）飛機公司的前身塞維爾斯基（Seversky）設計生產。象徵美國軍用航空發展的一個新階段。

## 簡介
P-35技術起源可追朔自1933年塞維爾斯基研製的SEV-3水上飛機，SEV-3雖然沒有得到美國用戶採用，但它後來修改設計成為BT-8教練機。
1934年，賽維爾斯基將SEV-3的2號機改裝為一款雙座戰鬥機：SEV-2XP。SEV-2XP使用固定式起落架、R-1820-F3星型引擎氣冷活塞發動機（輸出功率735匹馬力）、武裝為機鼻0.5英吋機槍和0.3英吋機槍各一挺，機尾0.3英吋機槍。而這架改造戰機正好趕上1935年美國陸軍航空隊開出的戰鬥機競標案，但1935年6月18日SEV-2XP飛往萊特機場的途中因故損壞，塞維爾斯基因此將飛機改造為單座型，編號SEV-1XP。SEV-1XP除了單座化外，起落架也重新設計為可伸縮式，發動機更換動力較強的R-1820-G5（輸出功率850匹馬力），在1935年8月15日交付美軍測試；SEV-1XP測試時最佳極速表現為時速465公里，低於塞維爾斯基計算的時速483公里。
寇蒂斯抓住賽維爾斯基中途調整機型這個缺失干預競標，因此兩間公司的戰機正式測試評比的時間延遲到1936年4月，且為了弭平爭議，陸航讓原先沒在競標名單內的沃特V-141戰鬥機、團結飛機公司的PB-2戰鬥機（由P-30戰鬥機單座化改造的型號）也納入競爭行列。塞廠在這過程中再度改造SEV-1XP，新型號稱為SEV-7；SEV-7換用普惠R-1830-9雙黃蜂（Twin Wasp）（輸出動力950匹馬力）、且具有更大的垂直尾翼。雖然換用動力輸出更強的14汽缸發動機，但SEV-7仍然沒達成計算極速值，也比其他公司的方案要來得貴；即便如此在1936年6月賽維爾斯基仍擊敗了寇蒂斯的鷹-75型、沃特兩間公司的方案，贏得美國陸軍航空隊訂單。美軍在1936年6月16日簽訂77架戰機與8架份的零配件，總價1,636,250美金。.
P-35在1937年5月撥交陸航服役之後顯現的問題不少，雖然飛行員讚賞這架飛機十分堅固，但飛行性能太多瑕疵，包括穩定性不足，火力不夠，缺乏裝甲保護與自封油箱；加上塞維爾斯基在量產過程中除了有交貨延遲的爭議，同時還出售P-35的雙座型2PA給日本帝國海軍，多重原因加總下，1937年美軍增購戰機時放棄採購P-35，轉而採購210架寇帝斯P-36。所有的P-35在1938年8月完成交貨，計編配3個驅逐機中隊；最後一架（77號機）並未撥交部隊，而轉用改造成XP-41戰鬥機。
為了推銷公司產品，1939年初賽維爾斯基帶著一架雙座版至歐洲巡迴推銷。因為演示的成功，瑞典在1939年6月29日訂購15架EP-106，EP-106為單座機，更換引擎為R-1830-45（輸出1,050匹馬力），武備為機鼻2挺7.9公厘機槍、主翼2挺13.2公厘機槍，因為引擎動力升級，極速也較P-35提高了40公里（25英里）。1939年10月11日，瑞典增訂45架EP-106。1940年10月11日，瑞典訂購第三批60架EP-106，但這批沒有成交。
到了1941年日本攻擊珍珠港與菲律賓前夕，P-35已經被視作是落伍的機種，在與攻擊菲律賓的日軍作戰上面表現很差，很快的P-35就退出第一線作戰的行列。